# 모옌
모옌(중국어: 莫言, 병음: Mò Yán, 한자음: 막언, 1955년 2월 17일 ~ )은 중화인민공화국의 소설가이다. 본명은 관모예(중국어 간체자: 管谟业, 정체자: 管謨業, 병음: Guǎn Móyè, 한자음: 관모업)이다. 필명 "모옌"은 중국어로 "말을 하지 않는다"를 뜻한다. 민담, 역사, 현대 중국의 사회상을 섞어 글을 쓰는 독특한 스타일인 환영적 사실주의(Hallucinatory realism)를 대표하는 작가로 손꼽힌다.
산둥성 웨이팡시 가오미시에서 농부의 아들로 태어났으며, 문화 대혁명 때 학교를 중퇴하고 정유 공장에서 일했다. 20살 때 육군사관학교에 장교로 지원하여 입대했으며 1981년 군인 신분으로 문학 활동을 시작했다. 1986년 중국 인민해방군 예술학과 문학과를 졸업했고 제대 이후 1991년 베이징 사범대학을 졸업했으며 루쉰 문학원 창작 연구생반 졸업과 함께 문예학 석사 학위를 취득했다.
대표 작품으로 《홍까오량 가족》, 《술의 나라》, 《사십일포》, 《탄샹싱》, 《풍유비둔》, 《티엔탕 마을 마늘종 노래》, 《풀 먹는 가족》 등이 있으며 그의 작품은 중국어 외에도 영어, 프랑스어, 독일어, 노르웨이어 등 10여 개 언어로 출판되었다. 2012년 노벨 문학상 수상자로 선정되었다..

## 주요 작품
- 《홍까오량 가족》 (1987년)
- 《술의 나라》 (1992년)
- 《사십일포》 (2003년)
- 《탄샹싱》 (2004년)
- 《개구리》 (2009년) ISBN 978-89-374-9058-3
- 《풍유비둔》(豊乳肥臀, 번역 : 풍만한 가슴과 퉁퉁한 궁둥이)
- 《티엔탕 마을 마늘종 노래》
- 《풀 먹는 가족》
- 《달빛을 베다》
- 《만사형통》
- 《사부님은 갈수록 유머러스해진다》
- 《인생은 고달파》

## 같이 보기
- 중국 문학
- 노벨 문학상 수상자 목록

## 참조
1. ↑  “What is 'Hallucinatory realism'?”. 2012년 10월 20일에 원본 문서에서 보존된 문서. 2012년 10월 12일에 확인함.
2. ↑  '붉은 수수밭' 모옌, 노벨문학상 수상자로 선정 《SBS》, 2012년 10월 11일